# Blissidae

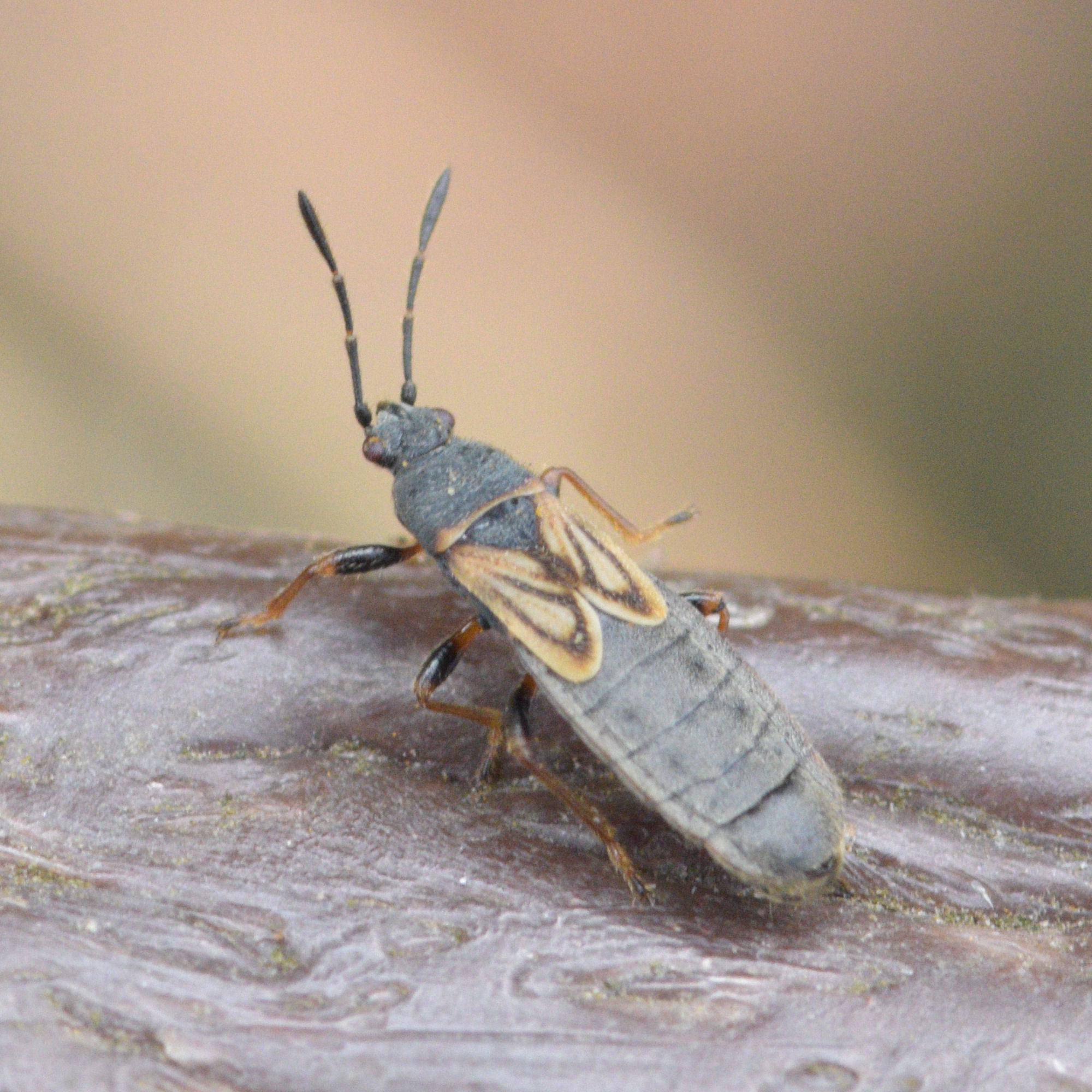
Ischnodemus sabuleti, forma krótkoskrzydła

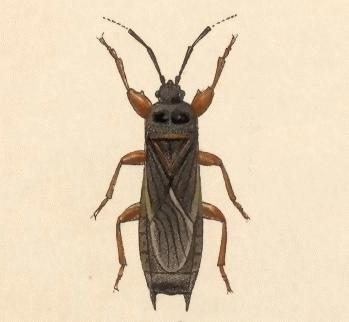
Rycina Toonglasa forficuloides

Blissidae – rodzina pluskwiaków z  podrzędu różnoskrzydłych i nadrodziny Lygaeoidea. Obejmuje ponad 430 opisanych gatunków. Rozprzestrzeniona jest kosmopolitycznie. Przedstawiciele są fitofagami wysysającymi soki roślin jednoliściennych, najczęściej traw.

## Morfologia
Pluskwiaki te wykazują znaczną zmienność w rozmiarach ciała, mieszcząc się jednak między 1,2 a 12 mm długości. Zarys ciała również jest zmienny, od krótkiego i przysadzistego po wydłużony i silnie wysmuklony. Powierzchnię oskórka najczęściej pokrywa warstwa oprószenia, uformowana przez drobne, kolcopodobne szczecinki (spikule). Punktowanie na powierzchni półpokryw jest słabe i rozproszone lub brak go zupełnie. Odwłok ma przetchlinki siódmego segmentu umieszczone na sternicie, zaś przetchlinki segmentów od drugiego do szóstego umieszczone grzbietowo. U samca segment genitalny odwłoka zaopatrzony jest w guzek. Genitalia samicy z kolei charakteryzują zbiorniki nasienne wyposażone w skrzydełka.
Larwy mają ujścia grzbietowych gruczołów zapachowych odwłoka zlokalizowane między tergitami czwartym i piątym oraz między piątym i szóstym.

## Biologia i ekologia
Owady te są fitofagami wysysającymi soki z roślin jednoliściennych, głównie wiechlinowców. W przeciwieństwie do większości Lygaeoidea wybierają ich organy wegetatywne, a nie nasiona. Najwięcej gatunków związanych jest pokarmowo z wiechlinowatymi (trawami), zwłaszcza z plemionami Panicoideae, Festucoideae, Bambusoideae i Eragrostoideae. Mniej liczne są taksony żerujące na ciborowatych, a jeszcze mniej wybiera rześciowate. Bardzo rzadko żerują na innych przedstawicielach innych rzędów: imbirowcach, liliowcach, sitowcach i pałkowcach.
W większości pędzą skryty tryb życia, przebywając u nasady liści i w języczkach liściowych roślin żywicielskich. Tam żerują i się rozmnażają.

## Rozprzestrzenienie
Rodzina rozprzestrzeniona jest kosmopolitycznie, jednak większość gatunków występuje w strefie tropikalnej. Największą różnorodność gatunkową osiąga w południowej części Afryki, na Madagaskarze, w krainie orientalnej oraz Ameryce Centralnej i Południowej. W Australii stwierdzono 15 gatunków z 9 rodzajów. Na Nowej Zelandii brak ich zupełnie. W Polsce stwierdzono 4 gatunki z 2 rodzajów (zobacz: Blissidae Polski).

## Taksonomia
Takson ten wprowadzony został w 1862 roku przez Carla Ståla pod nazwą Blissida. Przez dłuższy czas klasyfikowana była w randze podrodziny Blissinae w obrębie szeroko rozumianych zwińcowatych. Thomas J. Henry w 1997 roku opublikował wyniki analizy filogenetycznej infrarzędu, na podstawie której wniósł niektóre podrodziny zwińcowatych, w tym Blissinae, do rangi osobnych rodzin. Według wyników tejże analizy Blissidae zajmują pozycję siostrzaną względem kladu obejmującego zwińcowate, płaszczyńcowate, Cryptorhamphidae, wzdęcielowate, Ninidae, Malcidae, Colobathristidae i smukleńcowate.
Do rodziny tej należy ponad 430 opisanych gatunków, zaliczanych do 56 rodzajów:

- Aradacrates Slater & Wilcox, 1969
- Aradademus Slater, 1967
- Archaeodemus Slater, 1986
- Atrademus Slater, 1967
- Aulacoblissus Slater, 1986
- Australodemus Slater & Sweet, 1963
- Barademus Slater, 1967
- Barrerablissus Brailovsky, 2015
- Blissiella Slater, 1967
- Blissus Burmeister, 1835
- Bochrus Stal, 1861
- Capodemus Slater & Sweet, 1972
- Cavelerius Distant, 1903
- Caveloblissus Slater & Wilcox, 1968
- Chelochirus Spinola, 1839
- Dentisblissus Slater, 1961
- Dimorphopterus Stal, 1872
- †Eoblissus Garrouste, Schubnel et Nel, 2019
- Extarademus Slater & Wilcox, 1966
- Extaramorphus Slater, Ashlock & Wilcox, 1969
- Gelastoblissus Slater & Wilcox, 1969
- Geoblissus Hidaka, 1959
- Hasanobochrus Ghauri, 1982
- Heinsius Distant, 1901
- Heteroblissus Barber, 1954
- Howdenoblissus Stys, 1991
- Iphicrates Distant, 1904
- Ischnocoridea Horvath, 1892
- Ischnodemus Fieber, 1837
- Lemuriblissus Slater, 1967
- Lucerocoris Slater, 1968
- Macchiademus Slater & Wilcox, 1973
- Macropes Motschulsky, 1859
- Merinademus Slater, 1967
- Micaredemus Slater, 1967
- Napoblissus Brailovsky & Barrera, 2012
- Patritiodemus Slater & Ahmad, 1971
- Patritius Distant, 1901
- Pirkimerus Distant, 1904
- Praeblissus Barber, 1949
- Praetorblissus Slater, 1966
- Procellademus Slater & Wilcox, 1966
- Propinquidemus Slater, 1986
- Pseudoblissus Slater, 1979
- Ramadademus Slater, 1967
- Reticulatodemus Slater & Wilcox, 1966
- Riggiella Kormilev, 1949
- Scansidemus Slater & Wilcox, 1969
- Scintillademus Slater, 1968
- Slaterellus Drake & Davis, 1959
- Spalacocoris Stal, 1874
- Talpoblissus Slater & Wilcox, 1973
- Toonglasa Distant, 1893
- Wheelerodemus Henry & Sweet, 2015
- Xenoblissus Barber, 1954

W zapisie kopalnym rodzina znana jest z wczesnego eocenu, dzięki inkluzji we z francuskim bursztynie z Oise.